# لا کابانیا
لا کابانیا (انگلیسی: La Cabaña) یا قلعه سن کارلوس د لا کابانا که معمولاً از آن با همان نام لا کابانا شناخته می‌شود، یک مجموعه قلعه قرن هجدهمی است که سومین قلعه بزرگ در قاره آمریکا محسوب می‌شود و در ضلع شرقی مرتفع ورودی بندر در هاوانا، کوبا قرار گرفته است. این قلعه به همراه قلعه مورو، بر فراز تپه‌ای به ارتفاع ۶۰ متر (۲۰۰ فوت) قرار دارد و بخشی از میراث جهانی هاوانای قدیم است که در سال ۱۹۸۲ ایجاد شد.

## تاریخچه
پس از تصرف هاوانا توسط نیروهای بریتانیایی در سال ۱۷۶۲، به زودی مبادله‌ای برای بازگرداندن هاوانا به اسپانیایی‌ها؛ قدرت استعماری کنترل‌کننده کوبا، در ازای فلوریدا انجام شد. یکی از عوامل کلیدی در تصرف هاوانا توسط بریتانیا، آسیب‌پذیری زمینی ال مورو بود. این درک و ترس از حملات بیشتر پس از فتوحات استعماری بریتانیا در جنگ هفت ساله، اسپانیایی‌ها را بر آن داشت تا قلعهٔ جدیدی برای بهبود دفاع زمینی هاوانا بسازند؛ کارلوس سوم، پادشاه اسپانیا، ساخت لا کابانا را در سال ۱۷۶۳ آغاز کرد. لا کابانا که جایگزین استحکامات قبلی و کم‌وسعت‌تر در کنار قلعه قرن شانزدهمی ال مورو شده بود، تا زمان تکمیل در سال ۱۷۷۴ (پس از استحکامات سنت فیلیپه د باراخاس در کارتاخنا، کلمبیا) دومین تأسیسات نظامی استعماری بزرگ در جهان جدید بود که هزینهٔ زیادی برای اسپانیا داشت. مسئول ساخت و ساز، سرهنگ مهندسان ناوارا سیلوستر آبارکا ای آزنار بود.
در طول دویست سال بعد، این قلعه به‌عنوان پایگاهی برای اسپانیا و کوبای بعداً مستقل شده مورد استفاده قرار گرفت - لا کابانا توسط دولت فیدل کاسترو و برادر کوچکترش رائول به عنوان زندان مورد استفاده قرار گرفته است.

## ۱۹۵۹
در ژانویه ۱۹۵۹، گروه انقلابی به رهبری فیدل کاسترو، لا کابانا را تصرف کرد؛ واحد مدافع ارتش کوبا هیچ مقاومتی نشان نداد و تسلیم شد.